# شون درابر
شون درابر (بالإنجليزية: Shawn Draper)‏ هو لاعب كرة قدم أمريكية أمريكي، ولد في 5 أبريل 1979 في هنتسفيل في الولايات المتحدة.